# Heavy Cruiser
Heavy Cruiser war eine US-amerikanische Hard-Rock-Band.

## Bandgeschichte
Heavy Cruiser wurde von Neil Merryweather 1972 in Los Angeles gegründet. Merryweather schnappte sich mit Rick Gaxiola (Gitarre), Coffi Hall (Schlagzeug, Percussion) und James Newton Howard (Keyboard) die Bandmitglieder von Mama Lion ohne Sängerin Lynn Carey und spielte mit ihnen bei einer Jam in einem Studio ein Demo ein. Während sie zusammen mit Billy Preston auf Tour waren, ließ Toningenieur Bruce Albertine ein Acetate pressen und schickte dieses an Merryweather.
Dieses spielte er auf einer Party Artie Ripp, dem A&R von Famous Music vor, der die Band auf der Stelle unter Vertrag nahm. Merryweather gab der Band den Namen Heavy Cruiser. Das Album erschien 1972 über Family Productions, wo ebenfalls Mama Lion unter Vertrag standen. Daher wurde das Line-up weggelassen, damit Mama Lion weiter als Hauptband fungieren konnte. Das Coverartwork wurde von Merryweather selbst erstellt und zeigt das Bandlogo in Metal. Auf der Rückseite befindet sich die Band voll bewaffnet in einem Ruderboot. Aus dem Album wurde Louie Louie, ein Cover von Richard Berry ausgekoppelt. In Frankreich erschien außerdem eine Single mit dem Eddie-Cochran-Klassiker C’mon Everybody.
Im Jahr darauf wiederholte sich die Vorgehensweise. Das zweite Album hieß Lucky Dog und zeigte ein Poster mit Poker-spielenden Hunden. Auf dem Album hatte Alan Hurtz Gaxiola ersetzt.
Kurz darauf zerbrach Mama Lion und auch Heavy Cruiser wurden daher nicht fortgeführt.

## Musikstil
Heavy Cruisers Musik war im Wesentlichen so wie die damalige Hauptband Mama Lion mit Ausnahme des Wegfalls der Sängerin. Es handelte sich um klassischen Hard Rock mit Blues-Einflüssen, wie er damals gängig war und damals als Vorgänger des Metals galt.

## Diskografie
Alben
- 1972: Heavy Cruiser (Family Productions)
- 1973: Lucky Dog (Family Productions)

Singles
- 1972: Louie Louie/Outlaw (Family Productions)
- 1972: C’mon Everybody/Louie Louie (Philips)